# Ceoltóirí Chualann
Ceoltóirí Chualann (AFI: [ˈcoːlˠt̪ˠoːɾʲiː ˈxuəlˠən̪ˠ]) sono un gruppo musicale specializzatasi in Musica tradizionale irlandese, e più in generale celtica, diretto da Seán Ó Riada. Parecchi membri del gruppo avrebbero concorso alla nascita dei The Chieftains. 

## La storia
Nel 1960, Ó Riada ricercava dei musicisti per interpretare la musica scritta per la pièce The Song of the Anvil di Bryan MacMahon. Contattò Paddy Moloney, allora ventenne ed i suoi amici: Seán Potts (tin whistle), Sonny Brogan (accordéon) e John Kelly (irish flute). Essi iniziano a provare ogni settimana a casa di Ó Riada, a Galloping Green, un sobborgo di Dublino
Visto il buon esito del progetto, Ó Riada decide di formare i ''Ceoltóirí Chualann'', un gruppo che avrebbe interpretato canzoni tradizionali irlandesi, arie di danza tradizionale e ballate, arrangiate per clavicembalo, bodhrán, piano, fiddle, accordéon, irish flute, uilleann pipes e tin whistle.
In parallèlo Ó Riada persegue ugualmente l'obiettivo di rivitalizzare l'opera dell'arpista cieco e compositore Turlough O'Carolan.
Nel marzo dell'anno successivo, Ó Riada registra una serie di trasmissioni radiofoniche che chiama Reacaireacht an Riadaigh, in cui sono inclusi brani eseguiti dai Ceoltóirí Chualann
Poco tempo dopo la formazione, Peadar Mercier e Seán Keanesi si uniscono al gruppo.
I Ceoltóirí Chualann proseguiranno la propria attività fino al 1969, anno in cui vengono effettuate due registrazioni: Ó Ó Riada e Ó Riada Sa Gaiety. Quest'ultimo non verrà pubblicato che dopo il 1971, vale a dire, dopo la morte di Seán Ó Riada.

## Membri del gruppo
Membri fondatori:
- Michael Tubridy - Irish flute;
- Paddy Moloney - uilleann pipes;
- Sonny Brogan - accordéon;
- Éamon de Buitléar - accordéon;
- John Kelly - violino;
- Martin Fay - violino;
- Seán Ó Sé - voce;
- Seán Ó Riada - bodhrán e clavicembalo;
- Ronnie McShane - ossa

poi:
- Peadar Mercier - bodhrán e ossa;
- Seán Keane - violino.

## Discografia selezionata
- An Poc ar Buile EP: Seán Ó Riada with Seán Ó Sé and Ceoltóirí Chualann GL2[4]
- Néilí EP: Seán Ó Riada with Seán Ó Sé and Ceoltóirí Chualann GL3
- Mo Chailín Bán EP: Seán Ó Riada with Seán Ó Sé and Ceoltóirí Chualann GL5
- Reacaireacht an Riadaigh: Gael-Linn CEF 010 (LP, 1961).
- The Playboy of the Western World: Gael-Linn CEF 012 (LP, 1962).
- Ceol na nUasal: Gael-Linn CEF 015 (LP, 1967).
- Ding dong: Gael-Linn CEF 016 (LP, 1967).
- An Poc ar Buile (single): Seán Ó Riada with Seán Ó Sé and Ceoltóirí Chualann CES 011
- Do Bhí Bean Uasal: Seán Ó Riada with Seán Ó Sé and Ceoltóirí Chualann CES 012
- Ó Riada sa Gaiety with Seán Ó Sé and Ceoltóirí Chualann: (LP, 1971); currently available as Gael-Linn ORIADACD01.
- Ó Riada's Farewell: Claddagh Records CC 12 (LP, 1972).
- Port na bPúcaí (Ó Riada solo, precedentemente mai pubblicato): Gael-Linn ORIADACD07 (CD, 2014)